# Berjaya Times Square
Berjaya Times Square (произносится Берджая Таймс Сквэр) — башни-близнецы в районе Букит-Бинтанг города Куала-Лумпур (Малайзия).

## Описание
Здания Berjaya Times Square многофункциональны: в них расположены квартиры, гостиница на 1200 номеров,крупный торговый центр (около 1000 торговых точек и 65 предприятий быстрого питания), крытый парк развлечений, кинотеатр.
В Berjaya Times Square можно попасть со станции монорельса Имби, с которой комплекс связан пешеходным мостом.
Основные характеристики
Оба здания абсолютно идентичны:
- Строительство: с 1997 по 2003 год
- Высота: 203,1 м (14-е место в списке самых высоких зданий Малайзии и 13-е место в списке самых высоких зданий Куала-Лумпура[англ.])
- Общая площадь всех помещений: 700 000 м² (9-е место в списке крупнейших зданий и сооружений мира (по площади помещений))
  - Площадь торговых помещений: 320 000 м² (22-е место в списке крупнейших торговых центров мира[англ.])
- Этажей: по 48 + 5 подземных
- Архитектор: DP Architects[англ.]
- Владелец и застройщик: Berjaya Group[англ.]

## История
Исторически земля, на которой стоят здания Berjaya Times Square, принадлежали филантропу англ. Cheong Yoke Choy (1873—1958). В дальнейшем это место приобрела компания Berjaya Group.
Торжественно открыл комплекс премьер-министр Малайзии Махатхир Мохамад в октябре 2003 года за несколько дней до своей отставки по возрасту (на тот момент ему было почти 78 лет). В апреле 2005 года здесь открылся магазин Borders Group — на то время их крупнейший в мире. Впрочем, в связи с кризисом, в 2010 году размер этого магазина значительно сократился, а в 2016 году и вовсе был закрыт.

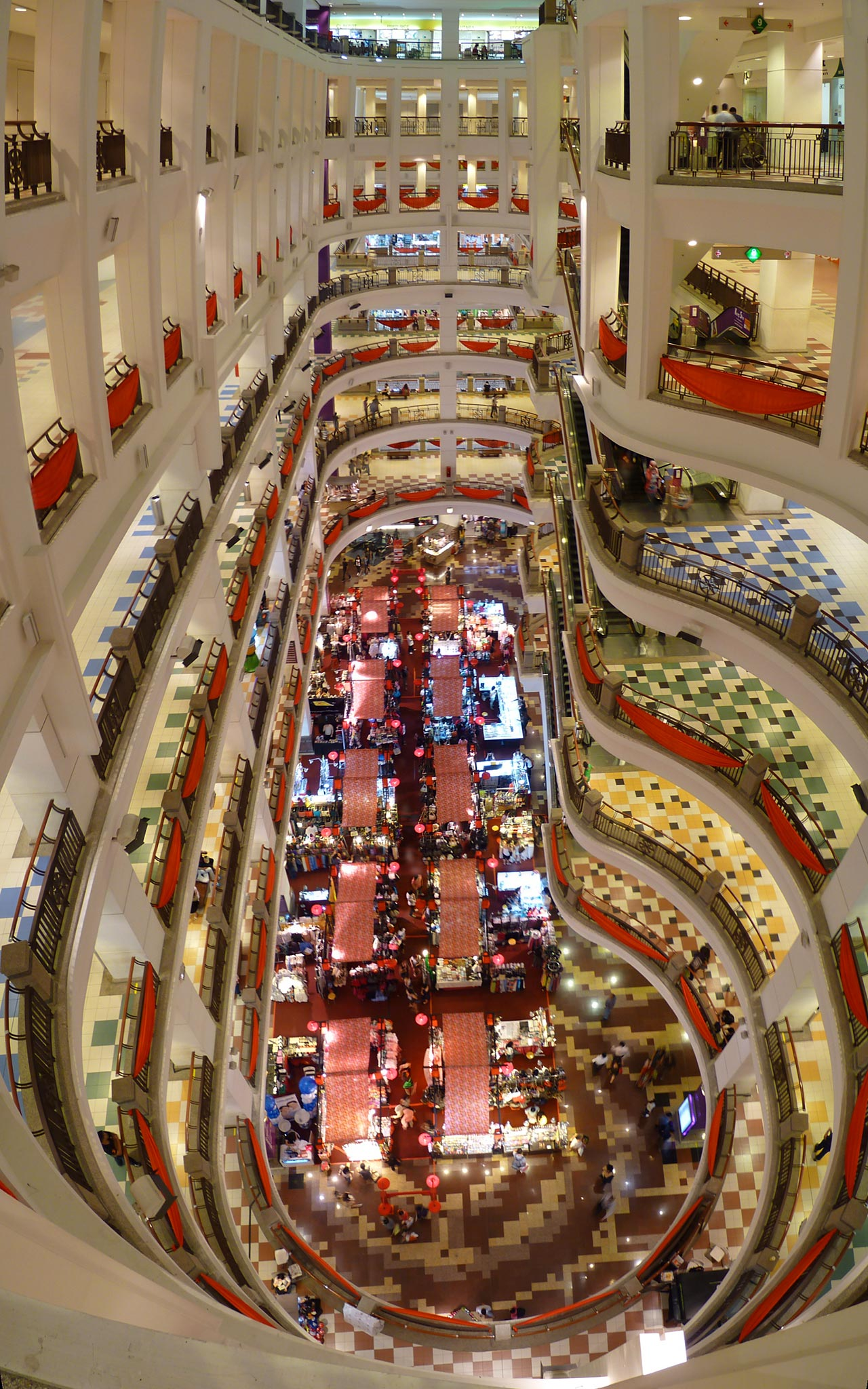
13 этажей одной из башен занимает торговый центр
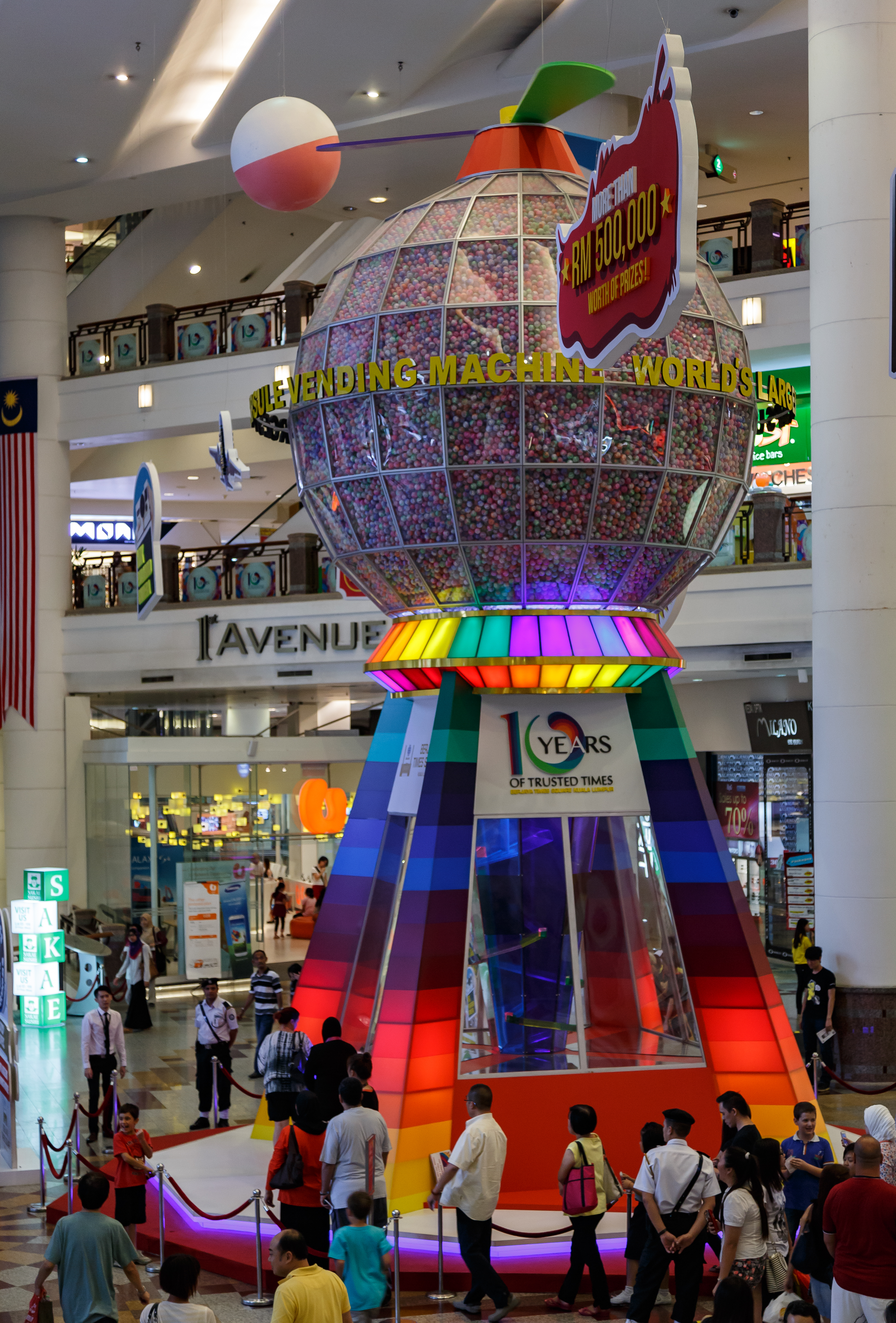
Самый большой в мире торговый автомат
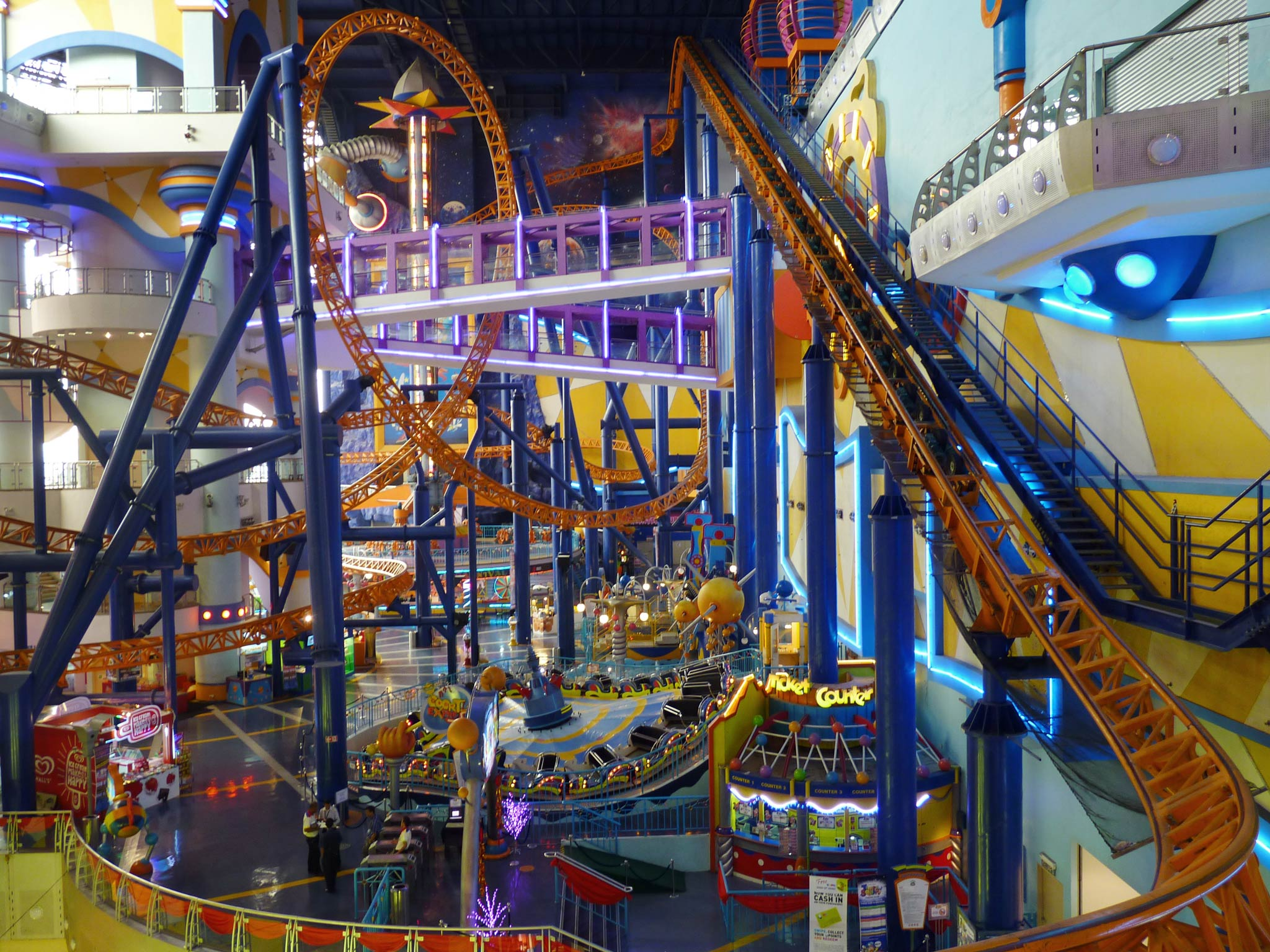
Парк развлечений
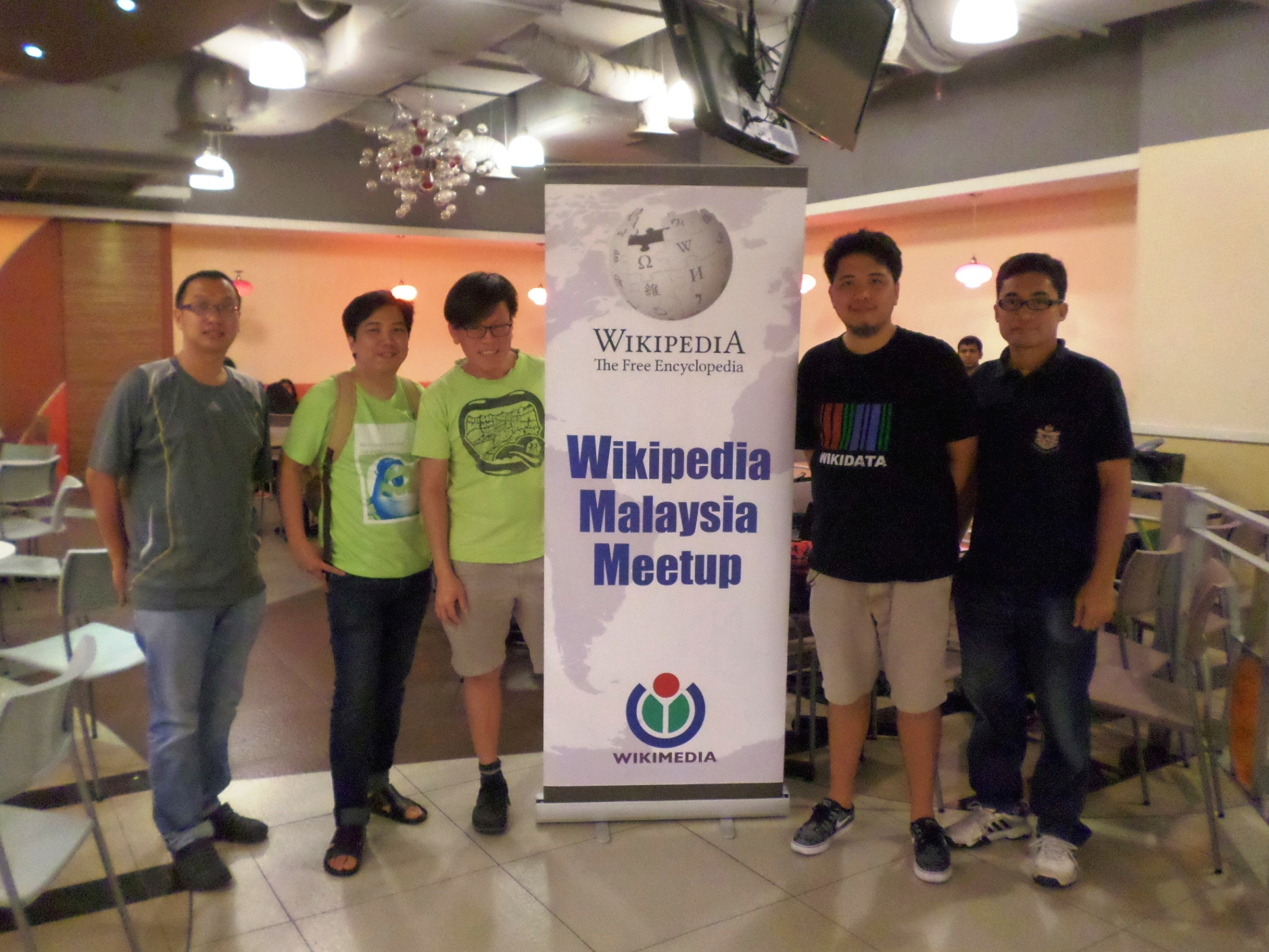
Встреча малайзийских википедистов в Berjaya Times Square в июне 2016 года